# Click Bait
Click Bait, född 8 april 2016 på Hanover Shoe Farms i Hanover, Pennsylvania, är en amerikansk varmblodig travhäst. Han tränas av sin ägare Stefan Melander på gården Tillinge-Åby utanför Enköping och har Solvalla som hemmabana. Han körs oftast av Per Lennartsson.
Click Bait började tävla i april 2019 och tog första segern i femte starten. Han har till maj 2022 sprungit in 4 miljoner kronor på 52 starter, varav 11 segrar, 12 andraplatser och 10 tredjeplatser. Han har tagit karriärens hittills största seger i H.K.H. Prins Daniels Lopp (2022). Han har även vunnit lopp som Prins Carl Philips Jubileumspokal (2021), Färjestads Jubileumslopp (2021) och E.J:s Guldsko (2021). Han har även kommit på andraplats i Fyraåringseliten (2020) samt på tredjeplats i Konung Gustaf V:s Pokal (2020), Sprintermästaren (2020), Jämtlands Stora Pris (2021), Årjängs Stora Sprinterlopp (2021) och Jubileumspokalen (2021).

## Karriär
Click Bait gjorde debut på travbanan den 3 april 2019 i ett lopp för treåriga och äldre på sin hemmabana Solvalla. Han kom på sjätteplats i debuten. Han tog sin första seger i femte starten, i ett lopp över 1 640 meter på sin hemmabana Solvalla. Han tog sin första sexsiffriga seger den 19 juni 2019 då han segrade i ett uttagningslopp till Breeders' Crown på Solvalla.
I maj 2021 skulle Click Bait ha startat i Finlandialoppet på Vermo travbana, ett lopp som är direktkvalificerande till Elitloppet. Click Bait ströks dock innan loppet på grund av feber. Den 21 maj bjöds han in till 2021 års upplaga av Elitloppet, efter att ha varit snabbast i Sverige än så länge under 2021, då han segrat i Prins Carl Philips Jubileumspokal på tiden 1.09,8. I loppet besegrade han bland annat Don Fanucci Zet. Elitloppet gick av stapeln den 30 maj 2021 på Solvalla. Han startade i det andra försöket där han kom på femteplats.
Click Bait hade en framgångsrik sommar 2021. Han kom på tredjeplats i Jämtlands Stora Pris den 12 juni 2021. Därefter segrade han i Färjestads Jubileumslopp den 3 juli 2021. Han kom på tredjeplats i Årjängs Stora Sprinterlopp efter att ha körts i ledningen. Den 31 juli 2021 segrade han i E.J:s Guldsko efter att ha tagit ledningen från spår 8. Han kom även på tredjeplats i Jubileumspokalen den 18 augusti 2021, slagen av Aetos Kronos och Don Fanucci Zet.

## Statistik
| Statistik för Click Bait (Ref.) | Statistik för Click Bait (Ref.) | Statistik för Click Bait (Ref.) | Statistik för Click Bait (Ref.) | Statistik för Click Bait (Ref.) | Statistik för Click Bait (Ref.) |
| ------------------------------- | ------------------------------- | ------------------------------- | ------------------------------- | ------------------------------- | ------------------------------- |
| Starter                         | Placeringar                     | Startprissumma                  | Segerprocent                    | Platsprocent                    | Rekord                          |
| 46                              | 10-11-9                         | 3 478 200 kr                    | 22 %                            | 65 %                            | 09,5ak, 09,7aak, 10,5am,        |

### Större segrar
| År   | Lopp                                    | Kusk            | Vinstbelopp | Grupp |
| ---- | --------------------------------------- | --------------- | ----------- | ----- |
| 2020 | Konung Gustaf V:s Pokal, uttagningslopp | Örjan Kihlström | 125 000 SEK | -     |
| 2021 | Prins Carl Philips Jubileumspokal       | Per Lennartsson | 250 000 SEK | -     |
| 2021 | Färjestads Jubileumslopp                | Per Lennartsson | 300 000 SEK | -     |
| 2021 | E.J:s Guldsko                           | Per Lennartsson | 150 000 SEK | -     |